# Bratunac
Općina Bratunac je smještena u sjeveroistočnoj Bosni i Hercegovini. Unutar granica entiteta Republika Srpska (BiH) općina graniči s općinama Zvornik, Srebrenica i Vlasenica, a rijekom Drinom u dužini od 68 km graniči s Republikom Srbijom. U općini postoji 15 mjesnih zajednica s ukupno 20.800 stanovnika.
Prije rata nacionalni sastav stanovništva je bio: 66% Muslimani, 32% Srbi, ostali 2%. Stanovništvo danas, je izmijenjeno zbog raseljavanja mnogih osoba, te većinu stanovnika danas čine Srbi.
Općina pripada entitetu Republici Srpskoj.
Bratunac pripada katoličkoj župi Zvornik-Srebrenica, čiji župnik pohodi ovu župu. Broj katolika vrlo je mali. 31. prosinca 2014. bilo je 7 domaćinstava s 21 katolikom.

## Zemljopis
Smješten u dolinskom proširenju rijeke Drine.

## Stanovništvo
Po posljednjem službenom popisu stanovništva iz 1991. godine, općina Bratunac imala je 33.619 stanovnika, raspoređenih u 50 naselja.
| Stanovništvo općine Bratunac |                 |                 |                 |
| godina popisa                | 1991.           | 1981.           | 1971.           |
| Muslimani                    | 21.535 (64,05%) | 17.349 (57,19%) | 13.428 (50,64%) |
| Srbi                         | 11.475 (34,13%) | 12.055 (39,74%) | 12.820 (48,35%) |
| Hrvati                       | 40 (0,11%)      | 41 (0,13%)      | 50 (0,18%)      |
| Jugoslaveni                  | 223 (0,66%)     | 545 (1,79%)     | 15 (0,05%)      |
| ostali i nepoznato           | 346 (1,02%)     | 343 (1,13%)     | 200 (0,75%)     |
| ukupno                       | 33.619          | 30.333          | 26.513          |

#### Bratunac (naseljeno mjesto), nacionalni sastav
| Bratunac           |                |                |                |
| godina popisa      | 1991.          | 1981.          | 1971.          |
| Muslimani          | 4.311 (56,02%) | 2.715 (49,22%) | 1.210 (44,55%) |
| Srbi               | 3.037 (39,46%) | 2.308 (41,84%) | 1.406 (51,76%) |
| Hrvati             | 32 (0,41%)     | 31 (0,56%)     | 32 (1,17%)     |
| Jugoslaveni        | 159 (2,06%)    | 312 (5,65%)    | 1 (0,03%)      |
| ostali i nepoznato | 156 (2,02%)    | 149 (2,70%)    | 67 (2,46%)     |
| ukupno             | 7.695          | 5.515          | 2.716          |

## Naseljena mjesta
Abdulići, Banjevići, Biljača, Bjelovac, Blječeva, Boljevići, Brana Bačići, Bratunac, Dubravice, Fakovići, Glogova, Hranča, Hrnčići, Jagodnja, Jaketići, Jelah, Ježeštica, Joševa, Konjevići, Krasanovići, Kravica, Lipenovići, Loznica, Magašići, Mihaljevići, Mlečva, Mratinci, Oćenovići, Opravdići, Pirići, Pobrđe, Pobuđe, Podčauš, Polom, Rakovac, Repovac, Sikirić, Slapašnica, Stanatovići, Suha, Šiljkovići, Tegare, Urkovići, Vitkovići, Voljavica, Vraneševići, Zagoni, Zalužje, Zapolje i Žlijebac.

## Uprava
Načelnik općine: Lazar Prodanović

## Povijest
Područje Bratunca naseljeno je još u prapovijesti. Brojne nekropole s humcima. 

### Rimsko doba
Ostalo je obilato spomenika iz rimskog doba, poput lokaliteta Gradovi u Voljavici, što upućuje na pretpostavku da je na mjestu Bratunca bio rimski grad ili važni javni objekt, poput rimskog logora, i da je ulazilo u sastav rudarskog područja Argentarie. Slavna rimska Argentaria bila je na mjestu kasnijeg srednjovjekovnog Bratunca ili u njegovoj okolici.

### Srednji vijek

#### Predturska vremena
Na raznim lokalitetima brojni stećci iz srednjeg vijeka. 1333. ovdje je zabilježena carinarnica. U ovo se vrijeme spominje i crkva-samostan sv. Marije, koja je bila i crkva naseobine katolika Hrvata, trgovaca iz Dubrovačke Republike, koji su u Podrinju na području Bratunca imali nekoliko naselja. Katolički svećenici ove crkve činila su posebnu bratovštinu po kojoj je vjerojatno nastalo ime Bratunac. Pučka etimologija izvodi ime po tome da je ovdje neki važni beg zvao svog sina od sestre "hodi amo, dajdži moj bratunac" (sin od sestre - bratanac - bratunac).
U povijesnim dokumentima prvi spomen 1381. godine. Vrela ga navode kao mjestance kroz koje je preko srednjovjekovnog naselja Crnče vodi put iz Bosne u Srbiju (Cerca pireglo de Bratunac). Kao selo spominje se 1391. godine.
Bratunac se spominje kao selo i 1399. godine, i u njemu parokijalna katolička crkva sv. Marije.

#### Turska vremena
U osmanskim vremenima spominje se u dvjema nahijama, ali nije moguće precizirati koja je prava. Nahija Budimir 1519., 1533., 1548. i selo Bratina. Ime se vjerojatno odnosi na Bratunac, jer nijedno drugo selo nije zabilježeno pod tim imenom u 16. stoljeću u okviru ove nahije. Druga nahija Srebrenica Bratova (Bratovo) možda se također odnosi na Bratunac: "1548. godine zabilježena je jedna baština koja je bila u posjedu popova iz crkve sv. Marije iz Srebrenice".

#### Austro-ugarsko zaposjedanje i aneksija
Gospodarski razvitak događa se nakon austro-ugarskog zaposjedanja. Od godine 1886. organizirano se proizvodi i otkupljuje duhan. Godine 1888. napravljena je osnovna škola kod begova čardaka, a pripadal je selu Suha. Tad je bio zaselak sela Suha, a katastarski dio sela Repovac i Podčauš. Godine 1898. postaje zasebno naselje, kad je ovdje bilo samo pet kuća s tridesetak stanovnika. U Bratuncu je tad postojao begov han, begov čardak (na mjestu današnje banke) i stara džamija. Godine 1911. sagrađen je objekt za otkup i sezonsku preradu duhana.

#### Prvi svjetski rat
Poslije pobjede na Ceru, srpske snage izbile su na Drinu i Savu. Po planu Vrhovne komande, radi preduhitrenja nove austro-ugarske ofenzive, savezničkih zahtjeva za ofenzivu radi rasterećenja ruskog fronta a prije svega radi ispunjenja svojih velikodržavnih planova, Srbija je razradila napadni plan. Srpska vojska (Užička vojska) je u zajedničkom djelovanju s crnogorskom vojskom (Sandžačka vojska) morala je prijeći Drinu i djelovati prema Višegradu, Srebrenici i Vlasenici. Namjera je bila ugroziti bok i pozadinu austro-ugarskih snaga na srednjoj Drini. Srpska 2. i 3. armija privremeno su morale ostati u obrani na srednjoj i donjoj Drini, čekajući pogodni trenutak za prijeći u napad. Snage su bile grupirane tako da su dvije skupine srbijanskih bile nasuprot Bratunca, čije su se zone nadležnosti razdvajale kod Ljubovije s druge strane Drine. 3. armija - Drinska I, Drinska II, Moravska II i odred pukovnika P. Mišića, pod zapovjednikom generalom Pavlom Jurišićem - Šturmom bila je smještena od Lešnice do Ljubovije, dok je Užička vojska - Šumadijska II, Užička brigada i Limski odred, pod zapovjednikom generalom M. Božanovićem, od Ljubovije do Ustiprače.
Vojska Kraljevine Srbije je sredinom rujna 1914. zajedno s crnogorskim snagama pošla u napad preko Drine. Počinili su zločine, što je izazvalo žešći otpor braniteljskih snaga. Srpsko-crnogorski napad na Podrinje okončan je 24. listopada 1914. neslavno, krahom i morali su se povući.

#### Kraljevina Jugoslavija
Godine 1926. poboljšana je prometna povezanost izgradnjom mosta na Drini, što je potaknulo razvitak. Sljedeće godine postaje samostalna općina i uvršten je na popis mjesta koje se mora proglasiti za gradiće. 

#### Drugi svjetski rat
U drugom svjetskom ratu došla je pod NDH. Bila je u kotarskoj oblasti Srebrenici, u velikoj župi Vrhbosna. Od 5. srpnja 1944. kotarska oblast Srebrenica došla je pod dio velike župe Usore-Soli. Vojno je bio pod nadležnošću 3. domobranskog zbora. Bratunački je kraj trpio zbog ratnih zbivanja. Ovim su krajevima od kraja 1941. harali četnici Jezdimira Dangića. Početkom 1942. pridružuju im se partizani koji su se povukli iz Srbije i tad paktiraju s četnicima. Uspostavljen je zajednički partizansko-četnički operativni štab za istočnu Bosnu. Na širem prostoru od Foče na jugu, do Jahorine na zapadu, Vlasenice i obližnje Srebrenice djelovalo je nekoliko tisuća pobunjenika koji su svi zajedno terorizirali muslimane.
Užička republika prostirala se ovim krajem. Uslijedla je Operacija Trio. U fazi Trio II planirano je uništenje pobunjenika oko Srebrenice. Crna legija osvaja mnoga naselja, a 9. travnja Bratunac i Srebrenicu te 10. travnja izbija na Drinu. U operaciji Schwarz ( Bitka na Sutjesci ili Peta neprijateljska ofenziva) osovinske snage potisnule su partizane. Dd 3. do 15. lipnja 1943., partizani su probili obruč žestokim napadima i provukli se u istočnu Bosnu. Partizani se tad pregrupiraju i kreću u protunapad u istočnoj Bosni, čisteći utvrde Sila Osovine, među njima i onu u obližnjoj Srebrenici.

#### Titova Jugoslavija
Godine 1978. podignut spomenik žrtvama NOB-a.
Općina Bratunac stagnirala je 1960-ih i 1970-ih. Stagnacija je rezultat projekta koji je trebao donijeti napredak. Dugoročnim ekonomskim planom bila je predviđena izgradnja hidroelektrane Velika Dubravica na rijeci Drini. Izgradnjom akumulacije potopio bi se plodni ravničarski dio općine, mnogo naselja a i sama gradska jezgra. U općinu se dugo godina nije ulagalo što je za posljedicu ostavilu izrazitu gospodarsku nerazvijenost. Godine 1970. godine odustalo se od tog hidroenergetskog projekta. Podignuta je rampa za ulaganja, nakon čega nije bilo moguće amortizirati višegodišnje gospodarsko zaostajanje i nikakva ekonomska politika to nije mogla ispraviti. Od 1970. godine do raspada SFRJ nije ništa promijenio. Obujam ulaganja bio je slab i izgradnja gospodarske osnove u tom razdoblju nije ostvarena. Godinu raspada države općina Bratunac ušla je s 13 poduzeća iz grana industrije, trgovine, ugostiteljstva, prijevoza i poljoprivrede, u kojima je bilo zaposleno 2.719 radnika.

#### Agresija na Bosnu i Hercegovinu
Rat, priklanjanje Republici Srpskoj i sankcijama izoliranoj Srbiji, dodatno je oslabio općinu. Genocid u Srebrenici dotakao se i Bratunca. Bratunac je bio mjesto zatočenja Bošnjaka Muslimana odvojenih u Potočarima te zarobljenika iz stanovnika srebreničke enklave koji su se odlučili na zbjeg ("kolona") prema slobodnom teritoriju, ka Tuzli. Zarobljenici su bili zatočeni na više lokacija u Bratuncu i okolici: na stadion, u škole, Vojni zatvor, policiju, hangar, garaže i druge objekte, zatim su držani u vozilima (autobusi i kamioni) parkiranim u središtu grada i uz cestu, za koje su svi znali, osobito građani Bratunca. Zarobljenici su dovođeni prema zapovijedi vojnog vodstva Republike Srpske. Teško su zlostavljani i premlaćivani, nisu dobivali ni hranu ni vodu. Potočarska skupina s više od tisuću osoba od popodneva 12. i cijelog 13. srpnja 1995. ukrcavana je u zasebna vozila i iz Potočara odvezena ovamo. Sudionici kolone zarobljeni su na komunikaciji Bratunac - Nova Kasaba. 13. srpnja grad je bio prepun zarobljenika. Iz mjesta zatočenja odvođeni su na mjesta likvidacije. Plan o izdvajanju privremenom zatočenju (u Bratuncu) i organiziranoj i sustavnoj likvidaciji zarobljenih bio je detaljno osmišljen i razrađen, a likvidacije po kratkom postupku, uz prethodna mučenja, sprovodili su Vojska i Ministarstvo unutrašnjih poslova “Republike Srpske”, te druge oružane jedinice, uključujući i iz Srbije i “Republike Srpske Krajine”. Mnogi su zatočenici ubijeni u Bratuncu u školi “Vuk Karadžić”, kao i na drugim mjestima na putu Kravica – Milići, uključujući i Konjević-Polje, gdje su vršena zarobljavanja i likvidacije.

#### Bratunac danas
Privatizacija bratunačkih poduzeća postigla je skromne rezultate. Danas dominira trgovina u privredi. Bratunačko gospodarstvo karakterizira nelikvidnost, odsustvo investicija, propadanje imovine, obustavljanje proizvodnje, enormna dugovanja, nezaposlenost radnika i otvaranje stečajnih postupaka, koji više ukazuje na likvidaciju poduzeća nego oživljavanje proizvodnje.

## Gospodarstvo
Drvna i metaloprerađivačka industrija, te proizvodnja keramičkih pločica i ukrasne keramike. U okolici ima rudnih bogatstava, poput ležišta kaolina (vrsta gline) i mramora.

## Poznate osobe
- Pero Đukanović, jedan od vođa srpskog ustanka na području Bratunca, Srebrenice, Zvornika i Vlasenice tijekom Drugog svjetskog rata.
- Vlajko Begović, sudionik Španjolskog građanskog rata i Francuskog pokreta otpora.
- Vidoje Blagojević, umirovljeni pukovnik Vojske Republike Srpske, haaški osuđenik za genocid u Srebrenici
- Jezdimir Dangić, četnički bojnik, pravnik, žandarmerijski časnik, zapovjednik u činu majora (bojnika) jedinice Dvorske žandarmerije, koja je bila zadužena za osiguranje kraljevske obitelji, njihovih objekata kao i vladinih ministara i zdanja u Kraljevini Jugoslaviji.
- Nedžad Verlašević, bivši nogometaš Slobode i Željezničara
- Miroslav Stević, bivši nogometaš, bivši reprezentativac SR Jugoslavije, karijeru započeo u Bratuncu

## Spomenici i znamenitosti
Prahistorijski asfalt koji su koristili stari rimljani.

## Obrazovanje
Općina Bratunac ima tri osnovne škole i školu za srednješkolsko obrazovanje. U SSC postoje tri srednje škole i to Elektrotehnička, Građevinska i Mašinska srednja škola s odgovarajućim zanatima, ali to uglavnom ne pohađa niko pa se bratunačka djeca transportuju o obližnji grad Srebrenicu.
Osnovne skole Branko Radičević i Vuk Karadžić se nalaze u centru grada, dok se OŠ Petar Kočić nalazi u mjesnoj zajednici Kravica.

## Kultura
- Bratunački dani obitelji[11]

## Šport
- FK Bratstvo Bratunac
- FK "Polet" Kravica
- KK "Vihor" Bratunac
- ŽOK "Bratunac" Bratunac
- KK "Tigar" Bratunac
- KK "Miloš Delić" Bratunac

Održava se Memorijalni fudbalski turnir Ejub Golić.